# Richard Röstel
Richard Röstel (1872–?) byl německý sportovní gymnasta a účastník Letních olympijských her 1896 v Athénách, na nichž získal dvě zlaté medaile v hromadných cvičeních na nářadí.
Röstel byl členem oddílu Turngemeinde Berlin a na olympiádě 1896 se účastnil čtyř disciplín v soutěžích jednotlivců na nářadích – v přeskoku, koni na šíř, na hrazdě i bradlech, ale v žádné z nich se neumístil na medailových pozicích a jeho přesná umístění neznáme. Ke hromadnému cvičení na bradlech se proti německému družstvu postavila dvě družstva Řeků z Athén. Družstva musela zacvičit tříminutovou sestavu, přičemž rozhodčí hodnotili celkové provedení, náročnost cviků a jejich sladění do celku. Němci bezkonkurenčně získali zlaté medaile. Obdobné cvičení na hrazdě Řekové neobsadili vůbec a Němci získali olympijský titul prakticky zadarmo.
Po návratu z Athén byla většina členů německého gymnastického družstva vyloučena z nacionalistické Německé asociace gymnastiky, protože se účastnila Her ve jménu „internacionálního přátelství národů“. Datum úmrtí neznáme, je pouze známo, že byl odměněn za půlstoletí členství v Turngemeinde a že se zúčastnil jako čestný host mezi dosavadními německými olympijskými vítězi na olympijských hrách 1936 v Berlíně.